# Erwin Müller
Pour les articles homonymes, voir Müller.
Erwin Müller, né le 18 mars 1906 à Duisbourg et décédé le 27 février 1968 à Sarrebruck, est un homme politique allemand.

## Biographie
Erwin Müller passe les premières années de sa vie à Duisbourg, où il est scolarisé. En 1920, il déménage avec sa famille à Sarrebruck. Il fréquente le lycée de la ville, puis étudie le droit à Francfort, Berlin et Göttingen. Il est membre, dès 1924, de l'association d'étudiants catholiques K.D.St.V. Badenia de Francfort-sur-le-Main. Il passe les deux examens juridiques d'État en 1929 et 1933. Il est ensuite juge au tribunal de Sarrebruck, puis, dès 1934, avocat. Pendant la Seconde Guerre mondiale, il combat en Scandinavie. Il est fait prisonnier en mars 1945 et libéré à la fin de la guerre.
Avant la réunification de la Sarre avec l'Empire allemand en 1935, Erwin Müller est membre du Zentrum et, en Sarre, du Front allemand. Après la guerre, il est actif politiquement au niveau communal à Sarrebruck et, dès 1946, il est directeur de la commission administrative de la Sarre. Désormais membre du Parti chrétien populaire de Sarre (CVP), il siège en 1947 à l'Assemblée législative de Sarre et est ensuite membre du parlement régional de 1947 à 1955. De 1947 à 1950, il est également chef du groupe du CVP au parlement régional. Il exerce également les fonctions de Ministre de la justice dans le cabinet Hoffmann II (1951-1952), Ministre des finances et des forêts dans le cabinet Hoffmann III (1952-1954), puis à nouveau Ministre de la justice dans le cabinet Hoffmann IV (1954-1955). Il a également représenté la Sarre autonome au Conseil de l'Europe (1950-1955) et à l'Assemblée commune de la Communauté européenne du charbon et de l'acier (1952-1955). Il dirige également le Comité national olympique de Sarre de 1950 à 1957.
Après le refus du Statut européen de la Sarre en 1955, Erwin Müller ne reprend pas directement de fonctions politiques. En 1960, il est toutefois réélu au parlement régional et y siège jusqu'en 1968, d'abord dans les rangs du Parti populaire sarrois (SVP), puis dans ceux de l'Union chrétienne-démocrate d'Allemagne (CDU).

## Sources
- (de) Cet article est partiellement ou en totalité issu de l’article de Wikipédia en allemand intitulé « Erwin Müller (Politiker, 1906) » (voir la liste des auteurs).